# 조안 챈들러

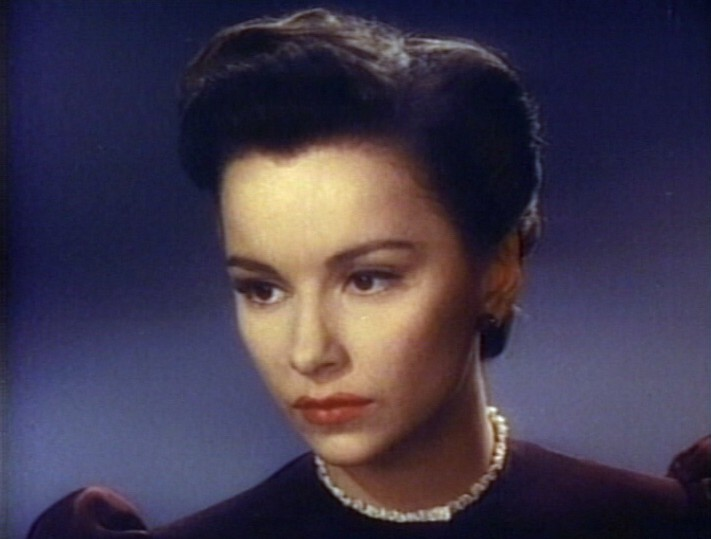

조안 챈들러(Joan Chandler, 1923년 8월 24일 ~ 1979년 5월 11일)는 미국의 배우, 연극 배우, 텔레비전 배우, 영화배우이다.
뉴욕에서 사망하였다. 사인은 암이다.

## 영화
- 몬스터 만드는 법 (1958년)
- 스튜디오 원 (1948년)
- 로프 (1948년)
- 유머레스크 (1946년)